# Línea M (Metrocable de Medellín)
La Línea M del Metrocable de Medellín es una línea de teleférico utilizada como sistema de transporte masivo de mediana capacidad.  Posee una capacidad máxima de 2 500 pasajeros hora sentido, 49 telecabinas, un tiempo de recorrido de 4 minutos, con una frecuencia máxima de 9 segundos entre telecabinas y una velocidad comercial de 18 km/h. 
Cuenta con tres estaciones, una de ellas con integración a la línea T del Tranvía de Medellín en la estación Miraflores. Sirve directamente a la comuna de Buenos Aires con una estación y a la comuna de Villa Hermosa con dos.
La Línea M se eleva 275 metros, sorteando una pendiente promedio del 26 %. Fue inaugurada el 28 de febrero de 2019.

## Recorrido
Su trazado atraviesa la zona centro oriental del municipio de Medellín de nororiente a suroccidente y viceversa, en una longitud total de 1.05 km, de forma elevada.

## Estaciones
La línea M del Metrocable de Medellín cuenta con tres estaciones de teleféricos, todas ellas se encuentran en el municipio de Medellín. La totalidad de las estaciones están adaptadas para facilitar el ingreso a personas de movilidad reducida (PMR).
A continuación, el listado de las estaciones de la línea M de nororiente a suroccidente. En negrita, estaciones de combinación con otras líneas del SITVA.
| Estación           | Inauguración          | Comuna                 | Dirección                 | Interconexión | Tipo de estación            | Posición |
| ------------------ | --------------------- | ---------------------- | ------------------------- | ------------- | --------------------------- | -------- |
| Trece de Noviembre | 28 de febrero de 2019 | Número 8 Villa Hermosa | Carrera 18C # 56H - 9     | —             | Terminal                    | Elevada  |
| El Pinal           | 28 de febrero de 2019 | Número 8 Villa Hermosa | Calle 56C con Carrera 25A | —             | De paso                     | Elevada  |
| Miraflores         | 28 de febrero de 2019 | Número 9 Buenos Aires  | Calle 51A con Carrera 27  |               | Terminal y de interconexión | A nivel  |